# Морская (альбом)
«Морская» — дебютний студійний альбом російського рок-гурту «Мумій Тролль», записаний в 1996 році в Лондоні спільно з запрошеними сесійними музикантами. Видання було зроблено силами звукозаписної компанії Rec Records, реліз у Росії відбувся 24 квітня 1997 року. Згодом альбом двічі перевидавався, у 1998 та 1999 роках. В останнє видання увійшов додатковий диск із записами концерту у Палаці культури. До 20-річчя альбому «Морская», був випущений на вінілової платівці.
Альбом вплинув на розвиток російської музики, відкривши для вітчизняної сцени такі жанри як поп-рок і бритпоп. Пісні з «Морская», а також кліпи на них, удостоїлися безлічі різної значущості нагород, композиція «Утекай», зокрема, журналом Rolling Stone включена до списку сорока пісень, що змінили світ, і отримала нагороду російської премії звукозапису «Рекорд» 1998 року, у номінації «Російський радіохіт».

## Список композицій
Автор музики Ілля Лагутенко. 
| Оригинальное издание | Оригинальное издание          | Оригинальное издание | Оригинальное издание |
| #                    | Назва                         | Автор слів           | Тривалість           |
| -------------------- | ----------------------------- | -------------------- | -------------------- |
| 1.                   | «Вдруг ушли поезда»           | Лагутенко            | 3:51                 |
| 2.                   | «Девочка»                     | Лагутенко            | 3:24                 |
| 3.                   | «Утекай»                      | Лагутенко            | 2:18                 |
| 4.                   | «Морская болезнь»             | Лагутенко            | 4:40                 |
| 5.                   | «Владивосток 2000»            | Лагутенко            | 2:38                 |
| 6.                   | «Роза Люксембург»             | Лагутенко            | 2:23                 |
| 7.                   | «Кот кота (Вот и вся любовь)» | Лагутенко            | 3:09                 |
| 8.                   | «Забавы»                      | Лагутенко            | 2:33                 |
| 9.                   | «Скорость»                    | Лагутенко            | 3:52                 |
| 10.                  | «Время тепла»                 | Бурлаков             | 3:07                 |
| 11.                  | «Делай меня точно»            | Лагутенко            | 2:57                 |
| 12.                  | «Всецело всем»                | Бурлаков             | 3:53                 |
| 13.                  | «Воспитанник упавшей звезды»  | Лагутенко            | 4:29                 |
| 14.                  | «Новая луна апреля»           | Бурлаков             | 3:01                 |
| 45:11                |                               |                      |                      |